# Wulfstan von Haithabu

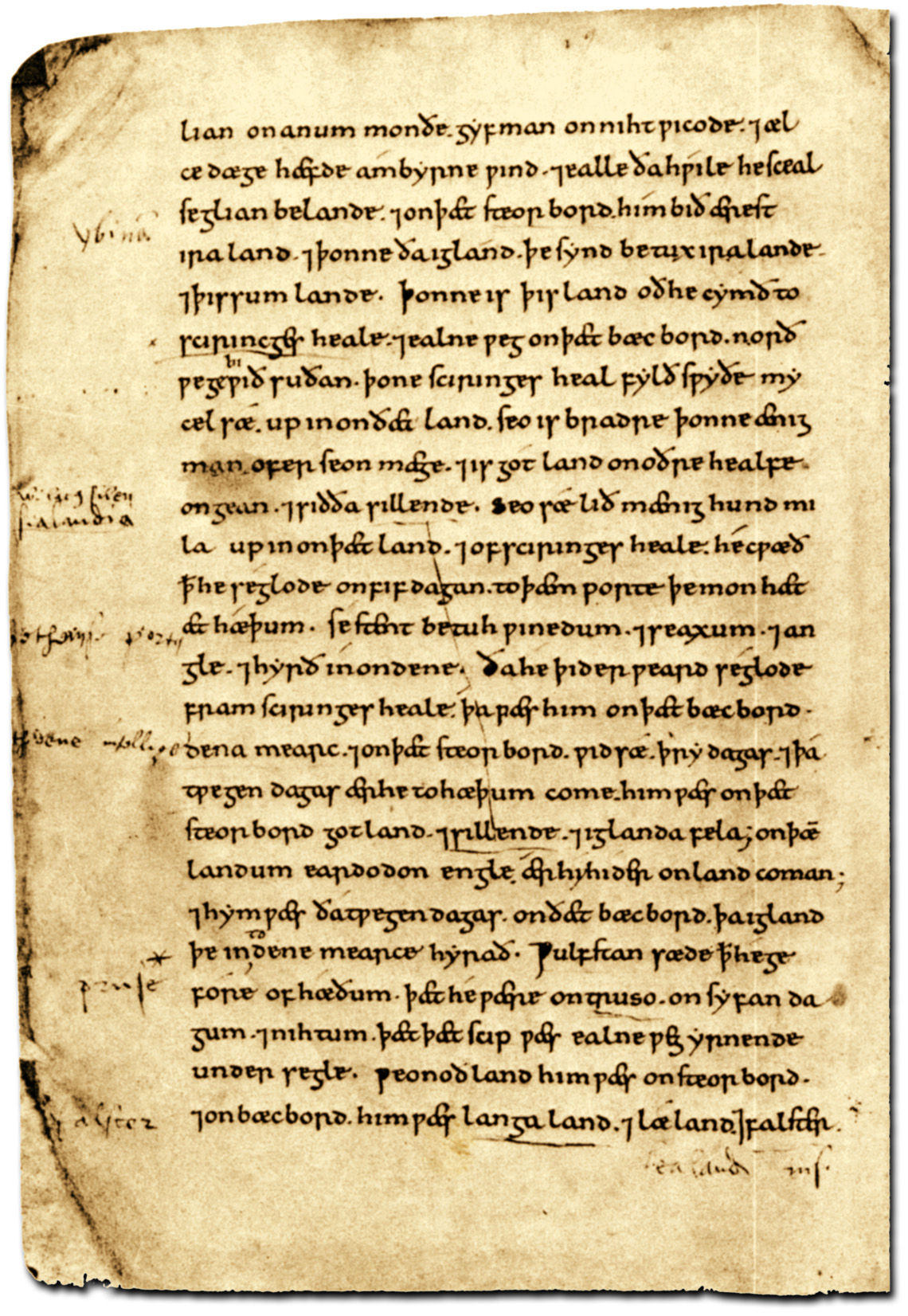
Seite aus der British Library MS Cotton Tiberius B.i, der altenglischen Version von Orosius' Seven Books of History Against the Pagans, frühes 11. Jahrhundert. Der altenglische Orosius ist nur in zwei Exemplaren erhalten.

Wulfstan, auch Wulfstan von Haithabu genannt, (* vor 880) war ein angelsächsischer Reisender und Händler im späten 9. Jahrhundert.
Seine Reiseberichte sind zusammen mit denen eines anderen Reisenden, Ottars, in Alfreds des Großen Übersetzung von Paulus Orosius’ Historiae erhalten.
Nach diesem Bericht unternahm Wulfstan um das Jahr 880 herum eine Seereise durch die dänischen Meerengen nach „Haedum“ (Haithabu) und weiter entlang der südlichen Ostseeküste bis zur Handelsniederlassung Truso.
Truso besaß einen Hafen am Ilfing, der nahe dem etwa 350 Jahre später gegründeten Elbing im späteren Ostpreußen und heutigen Polen, in der Nähe von Danzig, lag.
Auf seiner Fahrt begegnete Wulfstan vielen Menschen, unter anderem Dänen, und er gilt als der erste, der das Wort „Dänemark“ niederschrieb.
Ein Buch mit Barringtons Übersetzung aus der angelsächsischen in die englische Sprache  enthielt eine Karte mit Beschreibungen der von Wulfstan benannten Völker. Diese von dem Forscher und Reisenden Johann Reinhold Forster geschaffene Karte wurde aber von Barrington als sein Werk ausgegeben, nachdem Forster England verlassen hatte. Im Jahre 1784 veröffentlichte Forster sein Buch Geschichte der Entdeckungen und Schiffahrt im Norden, in dem er u. a. seine Übersetzungen, Forschungen und seine Original-Karte beschreibt.